# Peru na Letnich Igrzyskach Olimpijskich 1968
Peru na Letnich Igrzyskach Olimpijskich 1968 w Meksyku reprezentowało 28 zawodników: 16 mężczyzn i 12 kobiet. Najmłodszym reprezentantem tego kraju była pływaczka Consuelo Changanaqui (17 lat 43 dni), a najstarszym strzelec Antonio Vita (46 lat 307 dni).

## Boks
Mężczyźni
- Luis Minami – waga lekka (5. miejsce)
- Marcelo Quiñones – waga średnia (16. miejsce)

## Lekkoatletyka
Mężczyźni
- Fernando Acevedo – bieg na 200 metrów
- Alfredo Deza – bieg na 110 metrów przez płotki
- Fernando Abugattas – skok wzwyż (29. miejsce)
- Roberto Abugattas – skok wzwyż (35. miejsce)

## Pływanie
Kobiety
- Rosario de Vivanco – 100 i 200 metrów stylem dowolnym
- Consuelo Changanaqui – 200 i 400 metrów stylem dowolnym, 200 i 400 metrów stylem zmiennym

Mężczyźni
- Juan Carlos Bello – 200 metrów stylem dowolnym (odpadł w eliminacjach), 200 metrów stylem zmiennym (4. miejsce)

## Ponoszenie ciężarów
Mężczyźni
- Efrain Gusquiza – waga półciężka (15. miejsce)

## Siatkówka
Kobiety
Drużyna zajęła 4. miejsce
- Aida Reyna
- Alicia Sánchez
- Ana María Ramírez
- Esperanza Jiménez
- Irma Cordero
- Luisa Fuentes
- Norma Velarde
- Olga Asato
- Teresa Nuñez

## Strzelectwo
Mężczyźni
- Víctor Tantalean – strzelanie z pistoletu szybkostrzelnego na 25 m (41. miejsce)
- Antonio Vita – strzelanie z pistoletu dowolnego na 50 m (42. miejsce)
- Gladys de Seminario-Baldwin – strzelanie z karabinu małego kalibru na 50 m (31. miejsce)
- Walter Perón – trap (48. miejsce)
- Pedro Gianella – skeet (5. miejsce)

## Szermierka
Mężczyźni
- Enrique Barza – floret

## Wioślarstwo
Mężczyźni
- Lauro Pacussich
- Héctor Menacho
- Juan López